# 将爱情进行到底
《將愛情進行到底》（英：Cherish Our Love Forever），原名“愛相隨”，是一部都市偶像剧，是中國大陸第一部青春偶像劇。大部分场景是在上海拍摄。田震、陈明、高旗、张楚、袁鸣等艺人其中客串。导演为张一白，主题歌由小柯创作并亲自演唱。其投资人是化名“潘顺宝”的在逃犯人、富商沈俊林。電影名稱之典故是毛澤東名言将革命进行到底。

## 演員表

### 主要演員
| 演員   | 角色   | 暱稱/關係 |
| 李亞鵬 | 楊 錚  | 和樂言來自同一個小城市，他母親原來是他所讀大學所在的城市，下鄉後一直沒回來。他個性十分強，不會因為什麼事情屈服，有很強的生存能力，上大學期間他全靠自己打工掙錢來養活自己，體育很好，所以被其他人邀請參加四人接力400米。他很受女孩子喜歡，在劇情中和很多女孩子都有感情的瓜葛，但他用情專一。暗戀文慧，並在後來跟她確立關係，但因性格不合而分手。                |
| 徐靜蕾 | 文 慧  | |
| 王渝文 | 李若彤 | 常呼「若彤」，家庭不詳。在大學中她為四人接力當啦啦隊以及後勤保障。从大學開始就暗戀楊錚，但只有樂言了解。她學習的是新聞方向的專業，畢業以後進了電視臺。和楊錚有恩恩怨怨的情感，因為她的報道，楊錚進了監獄，也是因為她，楊錚度過了最困難的時期。楊錚一直在找尋他的另一半，但最後才知道一生所尋找的人一直就在楊錚自己身邊。若彤是一個很有個性的女孩，成熟、穩重。 |
| 王學兵 | 樂 言  | |
| 廖 凡  | 雨 森  | |
| 崔達治 | 佳 偉  | |
| 謝雨欣 | 小 艾  | |
| 高 旗  | 小 春  | |

### 友情客串
| 演員   | 角色     | 暱稱/關係 |
| 陳 明  | 珊 珊    |           |
| 袁 鳴  | 蘇 露    |           |
| 龔蓓苾 | 貝 貝    |           |
| 田 震  | 陳 希    |           |
| 張 楚  | 酒吧青年 |           |

### 其他演員
夏志清、陳琛、婁虹、盛亞人、李志良、胡藝、吳靜、郭暢、常亞娟